# گلند
گلند، روستایی است از توابع بخش مرکزی شهرستان رامیان در استان گلستان ایران.

## جمعیت
این روستا در دهستان دلند قرار دارد و براساس سرشماری مرکز آمار ایران در سال ۱۳۸۵، جمعیت آن ۲۴۸۵ نفر (۵۷۱خانوار) بوده‌است.

## شغل مردم روستا
در این روستا شغل اکثر افراد کشاورزی می‌باشد  . با توجه به حاصلخیز بودن و مرغوبیت بسیار زمین‌های این منطقه، انواع مختلف از میوه‌ها در این محل کشت می‌شود. که به‌طور مثال می‌توان از:
توت فرنگی : که یکی از میوه‌های بسیار خوش طعم و مفید بوده و همه ساله در فصل بهار افراد زیادی برای خرید آن از نقاط مختلف کشور به این منطقه می آیند.
خیار : که به‌صورت‌های مختلف در این منطقه کشت می‌شود( گلدانی - بذری - و...) و طعم بسیار متفاوتی نسبت به مشابه گلخانه ای خود دارد.
کاهو : در اواخر فصل زمستان این محصول مقوی به بهره‌برداری می‌رسد.
و میوه‌های درختی که می‌توان از انواع آلو، هلو، گلابی، خرمالو و ... نام برد